# Raphaël Baudoin
 (août 2010).
Si vous disposez d'ouvrages ou d'articles de référence ou si vous connaissez des sites web de qualité traitant du thème abordé ici, merci de compléter l'article en donnant les références utiles à sa vérifiabilité et en les liant à la section « Notes et références ».
Raphaël Baudoin est un acteur français né en 1972.
De 1998 à 2000 il joue Brice Chantreuil, le fils de Claude Jade et Paul Barge, dans le feuilleton Cap des Pins, suivi par le rôle de Martin dans Sous le soleil.

## Filmographie

### Télévision
- 1998 : Cap des Pins, saison 1 : Brice Chantreuil
- 2001 : Une femme d'honneur, épisode Poids Lourds de Philippe Monnier : Enzo Caravello
- 2001 : Sous le soleil, saison 7 : Martin
- 2002 : Une famille formidable, épisode 1 saison 5, Des invités encombrants : Guy
- 2003 : Julie Lescaut, épisode 4 saison 12, Pirates de Pascale Dallet : Johann Ravaud
- 2003 : Joséphine, ange gardien, épisode 3 saison 7, Belle à tout prix : Fabian
- 2005 : Navarro, épisode 1 saison 17, Une Affaire brûlante de José Pinheiro : Laurent Frachon
- 2006 : Commissaire Cordier, épisode 2 saison 2, Rapport d'expertise : Donatien